# Wallichs Music City
Wallichs Music City fue una tienda de discos en Hollywood, Estados Unidos, fundado por Glenn E. Wallichs, que también tenía tiendas en West Covina, Lakewood, Canoga Park, Costa Mesa, Torrance, y Hawthorne de 1940 a 1978 y fue uno de los primeros en mostrar álbumes sellados de celofán en racks. Wallichs mantuvo abierto hasta las 2 de la mañana.